# Linfoma epatosplenico a cellule T
Il Linfoma Epatosplenico a Cellule T è una forma rara di linfoma che è generalmente incurabile, tranne nel caso di un trapianto di cellule staminali allogeniche. È una neoplasia sistemica che comprende cellule T citotossiche di medie dimensioni che mostrano una significativa infiltrazione sinusoidale nel fegato, nella milza e nel midollo osseo.

## Epidemiologia
Il linfoma epatosplenico è raro, comprende meno del 5% di tutti i casi di linfoma ed è più comune nei giovani adulti e negli adolescenti. È stata descritta una distinta preferenza di genere maschile.

### Segni e sintomi
Il tipico reperto clinico in un paziente con linfoma epatosplenico a cellule T è l'epatosplenomegalia. La milza e il fegato sono sempre coinvolti e il coinvolgimento del midollo osseo è comune. Il coinvolgimento nodale è estremamente raro.

### Esami di laboratorio e strumentali
La costellazione di trombocitopenia, anemia e leucopenia è comune nei pazienti con linfoma epatosplenico a cellule T.

### Diagnosi precoce
Le cellule neoplastiche nel linfoma epatosplenico a cellule T mostrano un aspetto monotono, con una piccola quantità di citoplasma e nucleoli poco appariscenti.

## Trattamento
Il regime chemioterapico CHOP induce frequentemente la remissione ma si è dimostrato debole rispetto ai trattamenti che integrano la citarabina, con Hyper-CVAD particolarmente efficace. Se trattati esclusivamente con la chemioterapia, la maggior parte dei pazienti recidiva e muore entro due anni. Il trattamento esclusivamente con doxorubicina può peggiorare la malattia. Il trapianto allogenico di midollo osseo ha dimostrato di indurre la remissione per più di cinque anni e possibilmente curare il linfoma epatosplenico. Il trapianto di midollo osseo autologo è attualmente allo studio.